# Aeroportul West Houston
Aeroportul West Houston (IATA: IWS, ICAO: KIWS, FAA LID: IWS) este un aeroport din Texas, Statele Unite ale Americii ce deservește zona Houston. Aeroportul a fost tranzitat în 2019 de 10 pasageri. A fost numit după zona deservită.
Situat la o altitudine de 34 m, aeroportul dispune de 1 pistă.

## Infrastructură

### Piste
Aeroportul dispune de o singură pistă. Pista 15/33 are suprafața de asfalt și dimensiunile 3.953 picioare × 75 picioare. 